# Wisła Cracovie (basket-ball)
Pour un article plus général, voir Wisła Cracovie.
Maillots
Le Wisła Can-Pack est un club polonais féminin de basket-ball fondé en 1928 et appartenant à la Tauron Basket Liga, soit le plus haut niveau du basket-ball polonais. Le club est une section du club omnisports du Wisła Cracovie, basé dans la ville de Cracovie.
Le Wisła Can-Pack est le club le plus titré de l'histoire du basket-ball polonais féminin, avec vingt-quatre succès en championnat et dix en coupe nationale.

## Historique
Le club a surtout connu son heure de gloire dans les années 1960-1970, raflant pratiquement tous les trophées en Pologne, se glissant même dans la suprématie européenne qui se disputait entre le Daugava Rīga, le Clermont UC (duel toujours à l'avantage des Soviétiques) et, dans une moindre mesure, le Sparta Prague. Après quelques années dans l'ombre, le désormais Wisła Can-Pack est revenu au premier plan en 2005 en jouant l'Euroligue et en remportant coup sur coup la Coupe de Pologne et le championnat national (2006), pour ensuite dominer totalement le basket-ball polonais.

## Palmarès
- Champion de Pologne (24) : 1963, 1964, 1965, 1966, 1968, 1969, 1970, 1971, 1975, 1976, 1977, 1979, 1980, 1981, 1984, 1985, 1988, 2006, 2007, 2008, 2011, 2012, 2014, 2015
- Vice-champion de Pologne (11) : 1952, 1967, 1972, 1973, 1974, 1983, 1987, 1992, 1999, 2005, 2013
- Vainqueur de la Coupe de Pologne (10) : 1959, 1966, 1967, 1979, 1984, 2006, 2009, 2012, 2014, 2015, 2017

- Finaliste de l'Euroligue : 1970

## Effectif 2014-2015
| Numéro | Nom                        | Née le            | Taille | Nationalité | Poste         |
|        | Angelika Ostasiewicz       | 20 janvier 1998   | 1,65 m | Pologne     | Meneuse       |
|        | Agnieszka Szott-Hejmej     | 23 mars 19982     | 1,86 m | Pologne     | Ailière forte |
| 5      | Cristina Ouviña            | 18 septembre 1990 | 1,74 m | Espagne     | Meneuse       |
| 8      | Justyna Zurowska-Cegielska | 8 mars 1985       | 1,88 m | Pologne     | Ailière forte |
| 10     | Farhiya Abdi               | 31 mai 1992       | 1,88 m | Suède       | Ailière forte |
| 12     | Courtney Vandersloot       | 8 février 1989    | 1,73 m | États-Unis  | Meneuse       |
| 13     | Gintarė Petronytė          | 19 mars 1989      | 1,96 m | Lituanie    | Pivot         |
| 14     | Jantel Lavender            | 12 novembre 1988  | 1,90 m | États-Unis  | Pivot         |
| 15     | Agnieszka Kaczmarczyk      | 23 mai 1989       | 1,88 m | Pologne     | Ailière       |
| 21     | Agnieszka Skobel           | 16 janvier 1989   | 1,80 m | Pologne     | Arrière       |
| 22     | Allie Quigley              | 20 juin 1986      | 1,78 m | États-Unis  | Arrière       |
| 24     | Magdalena Zietara          | 1er octobre 1992  | 1,80 m | Pologne     | Arrière       |

Entraîneur : Stefan Svitek
Assistant : Artur Golanski

## Effectif 2013-2014
| Numéro | Nom                    | Née le            | Taille | Nationalité | Poste         |
| 4      | Danielle McCray        | 8 octobre 1987    | 1,83 m | États-Unis  | Arrière       |
| 5      | Cristina Ouviña        | 18 septembre 1990 | 1,74 m | Espagne     | Meneuse       |
| 6      | Paulina Pawlak         | 1er juillet 1984  | 1,70 m | Pologne     | Arrière       |
| 8      | Justyna Zurowska       | 8 mars 1985       | 1,88 m | Pologne     | Ailière forte |
| 9      | Zane Tamane            | 24 septembre 1983 | 2,01 m | Lettonie    | Pivot         |
| 10     | Katarzyna Krezel       | 4 février 1985    | 1,80 m | Pologne     | Ailière       |
| 11     | Agnieszka Szott-Hejmej | 23 mars 1982      | 1,86 m | Pologne     | Ailière forte |
| 12     | Marta Jujka            | 12 décembre 1988  | 1,93 m | Pologne     | Pivot         |
| 14     | Jantel Lavender        | 12 novembre 1988  | 1,90 m | États-Unis  | Pivot         |
| 21     | Agnieszka Skobel       | 16 janvier 1989   | 1,80 m | Pologne     | Arrière       |
| 22     | Allie Quigley          | 20 juin 1986      | 1,78 m | États-Unis  | Arrière       |
|        | Joanna Czarnecka       | 4 mai 1982        | 1,91 m | Pologne     | Intérieure    |

Entraîneur : Stefan Svitek
Assistant : Artur Golanski
Cracovie remporte le titre de champion face au CCC Polkowice par 3 victoires à 2, Justyna Zurowska étaient élue meilleure joueuse de la phase finale.

## Effectif 2012-2013
| Numéro | Nom                       | Née le            | Taille | Nationalité | Poste         |
| 4      | Anke De Mondt             | 13 septembre 1979 | 1,80 m | Belgique    | Ailière       |
| 5      | Cristina Ouviña           | 18 septembre 1990 | 1,74 m | Espagne     | Meneuse       |
| 6      | Paulina Pawlak            | 1er juillet 1984  | 1,70 m | Pologne     | Arrière       |
| 7      | Daria Mieloszynska-Zwolak | 24 novembre 1983  | 1,85 m | Pologne     | Ailière       |
| 8      | Justyna Zurowska          | 8 mars 1985       | 1,88 m | Pologne     | Ailière forte |
| 9      | Dóra Horti                | 25 avril 1987     | 1,93 m | Hongrie     | Pivot         |
| 10     | Katarzyna Krezel          | 4 février 1985    | 1,80 m | Pologne     | Ailière       |
|        | Tina Charles              | 5 décembre 1988   | 1,93 m | États-Unis  | Pivot         |
| 12     | Petra Štampalija          | 23 août 1980      | 1,89 m | Croatie     | Ailière forte |
| 13     | Katarzyna Suknarowska     | 5 juillet 1987    | 1,69 m | Pologne     | Meneuse       |
| 15     | Joanna Czarnecka          | 4 mai 1982        | 1,91 m | Pologne     | Intérieure    |
|        | Erin Phillips             | 19 mai 1985       | 1,73 m | Australie   | Meneuse       |

Entraîneur : Jose I. Hernández puis Artur Golanski
Assistants : Jorge Aragones, Artur Golanski
Le club se sépare de Jose Hernández le 23 février, avant la dernière manche de la qualification de la Finale à huit de l'Euroligue, alors que le club est troisième (14 victoires, 4 défaites) du championnat polonais.

## Effectif 2011-2012
| Numéro | Nom                     | Née le            | Taille | Nationalité | Poste      |
| 4      | Anke De Mondt           | 13 septembre 1979 | 1,80 m | Belgique    | Ailière    |
| 5      | Milka Bjelica           | 22 juin 1981      | 1,93 m | Serbie      | Intérieure |
| 6      | Paulina Pawlak          | 1er juillet 1984  | 1,70 m | Pologne     | Arrière    |
| 7      | Ana Dabović             | 18 août 1989      | 1,80 m | Monténégro  | Arrière    |
| 9      | Nicole Powell           | 22 juin 1982      | 1,89 m | États-Unis  | Ailière    |
| 10     | Katarzyna Krezel        | 4 février 1985    | 1,80 m | Pologne     | Ailière    |
| 11     | Ewelina Kobryn          | 7 mai 1982        | 1,93 m | Pologne     | Intérieure |
| 12     | Magdalena Leciejewska   | 29 juin 1986      | 1,91 m | Pologne     | Intérieure |
| 13     | Erin Phillips           | 19 mai 1985       | 1,73 m | Australie   | Arrière    |
| 14     | Petra Ujhelyi           | 17 décembre 1980  | 1,92 m | Pologne     | Intérieure |
| 15     | Joanna Czarnecka        | 4 mai 1982        | 1,91 m | Pologne     | Intérieure |
| 21     | Aleksandra Cwiek        | 31 mai 1989       | 1,70 m | Pologne     | Arrière    |
|        | Agnieszka Sniezek       | 25 octobre 1991   | 1,75 m | Pologne     | Arrière    |
| 21     | Taj McWilliams-Franklin | 20 octobre 1970   | 1,90 m | États-Unis  | Arrière    |

Entraîneur : Jose I. Hernández
Assistant :

## Effectif 2010-2011
| Numéro | Nom                      | Née le            | Taille | Nationalité | Poste      |
| 4      | Maja Vucurovic           | 27 mai 1991       | 1,88 m | Serbie      | Ailière    |
| 5      | Katarzyna Gawor          | 12 octobre 1988   | 1,88 m | Pologne     | Intérieure |
| 6      | Paulina Pawlak           | 1er juillet 1984  | 1,70 m | Pologne     | Arrière    |
| 8      | Erin Phillips            | 19 mai 1985       | 1,73 m | Australie   | Arrière    |
| 10     | Anđa Jelavić             | 21 septembre 1980 | 1,71 m | Croatie     | Arrière    |
| 11     | Ewelina Kobryn           | 7 mai 1982        | 1,93 m | Pologne     | Intérieure |
| 12     | Magdalena Leciejewska    | 29 juin 1986      | 1,91 m | Pologne     | Intérieure |
| 13     | Katarzyna Krezel         | 4 février 1985    | 1,84 m | Pologne     | Ailière    |
| 14     | Janell Burse             | 19 mai 1979       | 1,90 m | États-Unis  | Intérieure |
| 15     | Dorota Gburczyk - Sikora | 18 août 1979      | 1,91 m | Pologne     | Ailière    |

Entraîneur : Jose I. Hernández
Assistant :